# Crocallis aglossaria
Crocallis aglossaria är en fjärilsart som beskrevs av Jean Baptiste Boisduval 1840. Crocallis aglossaria ingår i släktet Crocallis och familjen mätare. Inga underarter finns listade i Catalogue of Life.